# Cynomops paranus
Cynomops paranus é uma espécie de morcego da família Molossidae. Pode ser encontrada no Panamá,  Colômbia, Venezuela, Guiana, Suriname, Guiana Francesa, Brasil, Peru, Equador, Bolívia, Paraguai e Argentina.